# テイルズ オブ ザ ワールド レディアント マイソロジー3
『テイルズ オブ ザ ワールド レディアント マイソロジー3』（TALES OF THE WORLD Radiant Mythology 3）は、2011年2月10日にバンダイナムコゲームスより発売されたPlayStation Portable用RPG。

## 概要
『テイルズ オブ』シリーズの1つ。シリーズキャラクターが作品を越えて共演する『テイルズ オブ ザ ワールド レディアント マイソロジー』シリーズの第3作で、『レディアント マイソロジー』シリーズは本作を持って完結となる。
シリーズからキャラクターが多数ゲスト出演する作品。前作『テイルズ オブ ザ ワールド レディアント マイソロジー2』の1.6倍になる80人以上が登場し、そのうち操作可能なキャラクターは77人（発表当初は76人）。前作でゲスト出演したシリーズキャラクターは本作にも全員登場する。

## システム
空を飛ぶ船「バンエルティア号」を拠点とし、ダンジョンに潜りクエストをこなすことでゲームは進行する。クエストは依頼人から「モンスターを一定数倒す」「アイテムを一定数納品する」などの依頼をこなし、アイテムやガルド（通貨）を手に入れるというもの。バンエルティア号内にいる歴代キャラクターから直接受諾する個人クエストが前作から大幅に増えている。また、条件を満たすことで一部の歴代キャラクターを仲間に加えるための「お迎えクエスト」が発生する。
ワールドマップからダンジョンを選ぶことでダンジョンに入れる。ダンジョンマップの視点は見下ろし型になり、ギミックも導入されている。また、シリーズ作品をモチーフとしたダンジョンがあり、原作でのBGMが使用されている（「コンフェイト大森林」では『テイルズ オブ ヴェスペリア』の「ケーブ・モック大森林」か『テイルズ オブ シンフォニア -ラタトスクの騎士-』の「王朝跡」のBGMが流れるなど）。
ダンジョン内には生産・料理に必要なアイテムを入手するためのオブジェが存在し、調べることでそれらのアイテムを手に入れることができる。前作までは入手するためには専用のアイテムが必要だったが、本作ではオブジェを調べるだけで手に入る。
新たにロード時間を短縮するデータインストール機能が搭載され、前々作『テイルズ オブ ザ ワールド レディアント マイソロジー』、前作、『テイルズ オブ ファンタジア なりきりダンジョンX』のセーブデータ引継ぎによる特典もある。

### キャラクターメイキング
パーツのパターンは前作よりも増加し、身長や体型も変えられるようになった。クリア後に可能となる「キャラクターリメイク」では、シリーズキャラクターの声優が、担当キャラクターとは異なるイメージで演じた「ヒーローボイス」が使用できるようになる。
職業は前作のものは全て本作にも登場し、二丁拳銃を扱う職業・ガンマン（傭兵はローランド〈男〉とオーキッド〈女〉）が追加されている。その他、大剣士は攻撃力が下げられ、双剣士の攻撃力が上昇しているなど、調整が加えられている。なお、魔術師の傭兵（男）の名前は前作まではリチャードだったが、本作ではリシャールに改名されている。

### 戦闘システム
前作の「FR-LMBS」が引き続き採用されている。秘奥義は原作では未実装だった『テイルズ オブ レジェンディア』のキャラクターを含む全キャラクター・主人公の全職業に搭載され、『テイルズ オブ グレイセス』のキャラクターには同作の独自のシステム「アラウンドステップ」が採用されている。前作のシステム「インフィニティジャム」は本作では採用されなかった。また戦闘によって得られる経験値が、戦闘に参加していないメンバーにもレベル70になるまで入るようになった。
キャラクター毎に設定されているゲージが満タンになると、オーバーリミッツかレディアント・ドライヴを発動できる。オーバーリミッツ発動中は敵に与えるダメージが増加、敵の攻撃で仰け反らなくなり、秘奥義を発動可能となる。レディアント・ドライヴ発動中には特技→秘技→奥義という順序制限にかかわらずコンボを連携でき、術詠唱時間が0となる。また消費TPも0となるが、発動中は相手の攻撃で必ずのけ反ってしまう。
登場する敵キャラクター（エネミー）については前作・前々作同様『テイルズ オブ ジ アビス』のものが9割以上採用されている。同作以降の敵キャラクターも少ないが登場している。

### 武具合成・強化
ある武具のスキルを他の武具に合成することができる。スキルの元となった武具は合成後消滅する。強化はモンスターが落としたり、採取によって手に入る「素材」を消費することで行える。武具の能力値を上昇させる。どちらの場合も武具に設定されている「強化回数」が0になるまで行える。

### 生産・料理
「生産」はレシピに書かれた必要な複数のアイテムを使用し、新たなアイテムを作り出すシステム。前作から大幅に改良され、1度に何個でも作れるようになり、作成に失敗することもなくなった。
「料理」はレシピに書かれた複数の食材を使用し、料理効果をパーティキャラクターに付与するシステム。能力値の上昇や獲得ガルド増加などの効果がある。本作ではダンジョン内で実行した料理の効果がダンジョン脱出時まで続くようになっている代わりに、HPが回復するといった効果のものは存在しない。

### Web連動
前作と異なりPC・PSP両方で接続可能（ただし、バンダイナムコIDに登録してバナフェスタウン!に登録しテイルズオブコミュニティに参加する必要がある）。自分で作った主人公を傭兵としてサイトにアップしたり、他人の傭兵を雇うなどのことが可能。ダウンロードアイテムも存在するが、ダウンロードの際に、自分の傭兵がダウンロードされたり、ゲーム本編で手に入る称号の数に応じて手に入る「マイソロマイル（MM）」を消費する。
2012年9月のメンテナンスをもってダウンロード専用サイトとなり、アップロードと他人の傭兵がダウンロードできなくなった。また、2015年3月をもって連動サービス自体が終了した。

## ストーリー
中心に巨大な樹「世界樹」が聳え、生命エネルギー「マナ」を発する鉱物「星晶（ホスチア）」によって繁栄している世界「ルミナシア」。しかし大国による星晶を巡っての紛争が相次ぎ、さらに星晶の枯渇や大国による村々の支配が問題となっている。紛争から人々を救おうと思い立った人物たちによるギルド「アドリビトム」に所属する少女カノンノの前に、ある日記憶喪失の主人公が現れる。アドリビトムに迎えられた主人公は、記憶が戻るまでアドリビトムで働くこととなる。
主人公がアドリビトムで働く中、星晶の枯渇した地域で赤い煙が発生し、周囲の環境が変化するという現象が起こる。調査の結果、赤い煙が生物・無機物などあらゆる物質の「設計図」であるドクメントを侵食し、ある物質を全く別の物質に変化させているということが判明する。ドクメントを侵食することでヒトの情報を得た赤い煙はヒトの形を取り、自らを生まれるはずだった世界ジルディアの一部「ラザリス」と名乗る。そして、主人公は世界が危機に陥った時に世界樹が生み出す分身「ディセンダー」であることが明らかとなる。
ルミナシアの創世に立ち会った異世界の賢人ニアタは、ジルディアは星晶により封印されていたが星晶が枯渇してきたためにラザリスが現れたこと、星晶の代用品を見つければラザリスを封印できることを主人公たちに伝える。一方、ラザリスはルミナシアをジルディアに塗り替えようとしていた。世界が変化すると全てのヒトが赤い煙に侵された生物のようになるか、変化に適応できず死ぬこととなる。この危機に争い合っていた世界中の人々が協力し、星晶の代用品となるドクメントが完成する。主人公はラザリスを説得するが、「創造は罪であり欲である」とするラザリスと、「創造から喜びが生まれる」とする主人公は相容れず戦闘となる。戦いの末に主人公はラザリスを倒し、共に世界樹へと帰っていく。

## 設定
ルミナシアとジルディアは互いに対をなす兄弟のような世界である。ジルディアは誕生しないまま消えるだけの世界のはずだったが、共存を望んだルミナシアの世界樹が自らに取り込んだ。ルミナシアとは根本的に理が違うためそのままでは共存できず、「環境が整うまでの間は」と星晶で包まれ封印された。
生物・無機物も含めてすべての物質には設計図「ドクメント」が存在し、これを視覚化することでそのものの気質や資質などの情報を調べることができる。さらに細かく調べることもできるが、物質には大きな負荷がかかるため危険。魔術発動の基盤となる事象でもある。食事などで物質を取り込むとドクメントも同化し、これを見たカノンノはドクメントを命と表現した。ドクメントを利用してあらゆるものを生み出すことができる創世の力「ソウルアルケミー」という技術があり、現在は失われているが「光気丹術（こうきたんじゅつ）」という名称で一部に伝わっている。

## 登場キャラクター

### オリジナルキャラクター
主人公（デフォルト名なし）
本作の主人公。最初はシリーズ定番の記憶喪失の人物として扱われ、物語中盤でディセンダーであることが判明する。ゲームスタート時に戦闘ボイスを下記上段9種類から設定できるが、本作からクリア後に一定条件を満たせば下記下段の声が追加される。その際に性別まで変更することも可能となっている。
声 - （下記に表記）
- （男）宮坂俊蔵 / 赤羽根健治 / 島﨑信長 / 津田美波 / 藤本たかひろ / 松原大典 / 宮崎寛務 / 平井啓二 / 福原耕平
- （男・本編クリア後追加）大場真人 / 小野坂昌也 / 草尾毅 / 子安武人 / 竹本英史 / 千葉進歩 / 阪口大助 / 浜田賢二 / 平田広明 / 山口勝平
- （女）冨岡美沙子 / 藤堂真衣 / 三上枝織 / 斉藤佑圭 / 石黒千尋 / 相沢舞 / 松永真依 / 牛田裕子 / 池辺久美子
- （女・本編クリア後追加）浅野真澄 / 伊藤かな恵 / 岡村明美 / かかずゆみ / 神田朱未 / 小桜エツ子 / 白石涼子 / 住友優子 / 中山さら / 広橋涼

カノンノ・グラスバレー
声 - 平野綾
幼い頃に医者であった両親が戦場で戦死し、以来ロックスと共に生きてきた。時々見覚えのない風景や文字を書くが、これが後に物語に大きく関わることとなる。
スタッフインタビューによると「秋」をイメージしてデザインされている（前々作が「春」、前作が「夏」のイメージでデザインされている。しかし「かといって続編で『冬』になるとは限らない」とも発言している）。
前作のカノンノ・イアハートとは違い、パスカ・カノンノの生まれ変わりではない。
秘奥義は「アンチェインド・ノート」。紅葉の花弁が舞い散るエフェクトが入っている。
ロックス / ロックスプリングス
声 - 相葉弘樹
本作のマスコット。前々作のモルモ、前作のパニールに似た姿の生物。カノンノの執事兼親代わり。本名は「ロックスプリングス」。時々軍人らしい性分が出ることがあり、武器の扱いをカノンノやアンジュに教えるなど人間のような部分が垣間見えるが、その正体はクリア後のスキットで判明する。
ぽっちゃりした女性が好みらしく度々女性陣を太らせようとする傾向がある。だが実際それは健康に対する気遣いから来ている。
ニアタ
声 - 大場真人
異世界「パスカ」の賢人たちが機械の体に精神を投影した姿。本体は既に別の世界へ飛び立っており、ルミナシアには端末が置かれている。戦闘能力は無い。
パスカ・カノンノ
声 - 工藤晴香
前々作の登場人物。シナリオクリア後にハロルドの実験失敗により、彼女の世界「パスカ」からルミナシアにやってくる。本作の時系列ではパスカは既に滅んでいるが、彼女は滅ぶ前の時間から転移してきた。姓はなく、「パスカ・カノンノ」という名はカノンノ・グラスバレーと区別するために便宜上付けられた。作中ではパスカと呼ばれる。
前々作では彼女を使うことは不可能だったが、本作ではプレイヤーキャラクターとして使用できる。
3人のカノンノの中では唯一、回復手段を持たない。
秘奥義は「アンチェインド・ノート」。桜の花弁が舞い散るエフェクトが入っている。
カノンノ・イアハート
声 - 伊藤かな恵
前作の登場人物。シナリオクリア後に彼女の世界「グラニデ」の技術を伝えるため、ルミナシアにやってくる。作中ではイアハートと呼ばれる。
3人のカノンノの中では唯一新規の顔グラフィックが無く、『2』の時の顔グラフィックがそのまま使われている。
なお、彼女のパートナーであるパニールは本作には未登場。
秘奥義は「アンチェインド・ノート」。音符と水玉のエフェクトが入っている。
モルモ
声 - 阪口大助
前々作のマスコット。闘技場の受付として登場。闘技場で乱入し、勝負を仕掛けてくることもある。
ラザリス
声 - 佐藤聡美
本作のラストボス。生まれなかった世界「ジルディア」そのもの。ルミナシアの人間の傲慢さに落胆し、世界樹を利用してルミナシアをジルディアに塗り替えようとする。
戦闘では熱線や光属性の術による攻撃を行う。秘奥義は第2形態時に使用する「世界創造のメルト」。
『テイルズ オブ ザ レイズ』ではプレイアブルキャラクターになった。
ウィダーシン、ゲーデ
声 - 島田敏、野島健児
前々作のラストボス、前作のラストボス。当該作品のセーブデータ引き継ぎにより解放される闘技場のミッションで戦える。
アーダ
声 - 小桜エツ子
『テイルズ オブ イノセンス』に登場したコーダの兄で見た目は一緒。言葉の端々に「正味な話」と付ける。原作には登場しない。クリア後にグレードショップの店員として登場する。後に発売された『テイルズ オブ イノセンス』のリメイク版『テイルズ オブ イノセンス R』にも登場。

### シリーズキャラクター
★は本作で新規参戦したことを、☆は加入が任意であることを意味する（闘技場で乱入してきたところを倒すと加入するコングマンとリリスを除き、上述のお迎えクエストを達成することで加入）。
テイルズ オブ ファンタジア
秘奥義は原作には存在しなかったが、『テイルズ オブ ファンタジア なりきりダンジョンX』で覚えたものが本作でも採用されている。
- クレス・アルベイン（声 - 草尾毅）
- ミント・アドネード（声 - 岩男潤子）
- チェスター・バークライト☆（声 - 伊藤健太郎）
- アーチェ・クライン（声 - かないみか）
- 藤林すず（声 - 川田妙子） - 新たに正面を向いたフェイスグラフィックが追加されている。
- ダオス（声 - 森川智之）

テイルズ オブ デスティニー
- スタン・エルロン（声 - 関智一）
- ルーティ・カトレット（声 - 今井由香）
- リオン・マグナス☆（声 - 緑川光）
- フィリア・フィリス（声 - 井上喜久子）
- ウッドロウ・ケルヴィン☆（声 - 速水奨）
- チェルシー・トーン★☆（声 - 渡辺菜生子）
- マイティ・コングマン☆（声 - 玄田哲章）
- リリス・エルロン☆（声 - 沢口千恵） - 新たに正面を向いたフェイスグラフィックが追加されている。

テイルズ オブ エターニア
- リッド・ハーシェル（声 - 石田彰）
- ファラ・エルステッド（声 - 皆口裕子）
- キール・ツァイベル（声 - 保志総一朗）
- メルディ★（声 - 南央美）
- クィッキー★（声 - 住友優子） - NPC。メルディの攻撃手段として戦闘にも参加する。
- チャット（声 - 野田順子） - 前作同様バンエルティア号の船長だが、アドリビトムのリーダーは新規参戦のアンジュが担当している。
- セルシウス（声 - 野田順子） - 前作からフェイスグラフィック・声優が変更となった。

テイルズ オブ デスティニー2
ナナリーとハロルドは元からルミナシアの住人で、他の5人は別の世界から転移してくる。
- カイル・デュナミス（声 - 福山潤）
- リアラ（声 - 柚木涼香）
- ロニ・デュナミス★（声 - 関俊彦）
- ジューダス★（声 - 緑川光） - 原作ではリオン・マグナスと同一人物だが、本作では別人。
- ナナリー・フレッチ（声 - かかずゆみ）
- ハロルド・ベルセリオス（声 - 平松晶子）
- バルバトス・ゲーティア（声 - 若本規夫）

テイルズ オブ シンフォニア
- ロイド・アーヴィング（声 - 小西克幸）
- コレット・ブルーネル（声 - 水樹奈々）
- ジーニアス・セイジ☆（声 - 折笠愛）
- リフィル・セイジ☆（声 - 冬馬由美）
- クラトス・アウリオン（声 - 立木文彦）
- 藤林しいな★（声 - 岡村明美）
- ゼロス・ワイルダー☆（声 - 小野坂昌也）
- プレセア・コンバティール☆（声 - 桑島法子）
- ユグドラシル★（声 - 田中秀幸）

テイルズ オブ リバース
原作では秘奥義を2人で発動するが、本作では仕様上1人で発動する。
- ヴェイグ・リュングベル（声 - 檜山修之）
- クレア・ベネット（声 - 安田未央） - 非戦闘員。ゲーム中で手に入る「スコア」を彼女のところに持っていくと、バンエルティア号内でのBGMを変えてくれる。
- マオ☆（声 - 渡辺明乃）
- ユージーン・ガラルド（声 - 石塚運昇）
- アニー・バース（声 - 矢島晶子）
- ティトレイ・クロウ★（声 - 山口勝平）
- サレ★（声 - 菊池正美）

テイルズ オブ レジェンディア
シリーズ中で最も新規参戦のキャラクターが多く、原作でメインキャラクターに無かった秘奥義が追加された。
- セネル・クーリッジ（声 - 鈴村健一）
- シャーリィ・フェンネス★（声 - 広橋涼）
- ウィル・レイナード★（声 - 千葉進歩）
- クロエ・ヴァレンス☆（声 - 浅野真澄）
- ノーマ・ビアッティ★☆（声 - 水橋かおり）
- ジェイ★☆（声 - 白石涼子）
- キュッポ★（声 - 高橋美佳子） - 非戦闘員。武器屋として登場。
- ピッポ★（声 - 中山さら） - 非戦闘員。防具屋として登場。
- ポッポ★☆（声 - 羽多野渉） - 非戦闘員。鍛冶屋として登場。
- ミミー・ブレッド★（声 - 神田朱未） - クエストにてパンのレシピを教えてくれる。クエストは複数存在し、最後のクエストでは彼女と戦闘になる。シリーズキャラクターで唯一秘奥義を持たない。

テイルズ オブ ジ アビス
- ルーク・フォン・ファブレ（声 - 鈴木千尋） - 本作では長髪姿で登場。頭痛で苦しむフェイスグラフィックが追加されている。
- ティア・グランツ（声 - ゆかな）
- ジェイド・カーティス（声 - 子安武人）
- アニス・タトリン☆（声 - 桃井はるこ）
- ガイ・セシル☆（声 - 松本保典）
- ナタリア・ルツ・キムラスカ・ランバルディア★（声 - 根谷美智子）
- アッシュ（声 - 鈴木千尋） - 前作同様にルークの双子の弟。
- ヴァン・グランツ★（声 - 中田譲治） - 原作では敵役であるため操作する場面はないが、本作では仲間であるためプレイアブルキャラクターとして登場する。

テイルズ オブ ザ テンペスト
- カイウス・クオールズ（声 - 高城元気）
- ルビア・ナトウィック（声 - 門脇舞以）

テイルズ オブ イノセンス
- ルカ・ミルダ（声 - 木村亜希子）
- イリア・アニーミ（声 - 笹本優子）
- スパーダ・ベルフォルマ（声 - うえだゆうじ）
- リカルド・ソルダート★☆（声 - 平田広明）
- アンジュ・セレーナ★（声 - 名塚佳織） - 新たに驚きと薄く笑ったフェイスグラフィックが追加されている。
- コーダ★（声 - 小桜エツ子） - 非戦闘員。道具屋として登場。一部の特殊料理のレシピを得るための依頼は彼から出る。

テイルズ オブ シンフォニア -ラタトスクの騎士-
原作は『テイルズ オブ シンフォニア』の2年後の設定だが、本作ではその設定はない。
- エミル・キャスタニエ★（声 - 下野紘）
- マルタ・ルアルディ★（声 - 釘宮理恵）
- リヒター・アーベント★（声 - 浜田賢二）

テイルズ オブ ヴェスペリア
- ユーリ・ローウェル（声 - 鳥海浩輔） - 前作では使える技が非常に少なかったが、本作では大幅に増えている。
- エステリーゼ・シデス・ヒュラッセイン（声 - 中原麻衣）
- フレン・シーフォ★☆（声 - 宮野真守）
- リタ★（声 - 森永理科） - 術詠唱時のモーションは本作では再現されていない。
- レイヴン★（声 - 竹本英史）
- ジュディス★（声 - 久川綾）

テイルズ オブ ハーツ
- シング・メテオライト★（声 - 柿原徹也）
- コハク・ハーツ★（声 - 井上麻里奈）
- ヒスイ・ハーツ★☆（声 - 松風雅也）

テイルズ オブ グレイセス
原作には「通常攻撃」が存在せず、通常攻撃が存在する本作では、原作でのチェインキャパ消費量の少ない技が通常攻撃として採用されている。
- アスベル・ラント★（声 - 櫻井孝宏） - 原作とは違い抜刀と納刀を一連の動作として行い、通常攻撃は基本的に納刀状態で行う。
- ソフィ★（声 - 花澤香菜）
- シェリア・バーンズ★☆（声 - 河原木志穂）

## 開発
開発はアルファ・システムで、ナムコ・テイルズスタジオが制作協力として参加。登場キャラクターは前作発売後のWebアンケートを元に決めている。
キャラクターの秘奥義のカットインイラストは『テイルズ オブ シンフォニア -ラタトスクの騎士-』と『テイルズ オブ グレイセス』はオリジナルの作画監督が描き下ろし、それ以外は松竹徳幸が担当。また松竹は作中アニメーションムービーの作画監督も務める。
『テイルズ オブ レジェンディア』のキャラクターが多数登場しているが、これは統括プロデューサーの吉積信曰く「もっとスポットを当てよう」ということや、プロジェクトに『テイルズ オブ レジェンディア』のスタッフが数名いたため。
BGMは前作に引き続き中村和宏、桜庭統、椎名豪が担当している。曲の内訳は中村が不明、桜庭がデフォルトの戦闘曲5曲、椎名がラストダンジョンの曲1曲となっている。主題歌はBACK-ONの「with you feat.Me」（オープニングテーマ）、「流れ星」（エンディングテーマ）。

## プロモーション
2010年8月に行われた『「テイルズ オブ」シリーズ2010年度ラインナップ発表会』で発表された。
予約特典は、ゲーム本編以前の物語を描いた漫画「はじまりの軌跡」（作画 - 尾張行）と、作中のムービーとカットインのアニメフィルムで作成されたしおり。

## 評価
『週刊ファミ通』のクロスレビューでは40点満点中35点を得た。発売初週には217,668本を販売し、前作（初週21.7万本）とほぼ同じ出足を見せた。
GAME Watchは前作から強化されたシステムを紹介し、「シリーズファンでなくとも楽しめるゲーム性」「“ファンディスク”の1言では片付けられない」と評価した。

## テイルズ オブ ザ ワールド レディアント マイソロジー モバイル
2011年2月8日に配信開始された携帯電話用アプリ。『レディアント マイソロジー』シリーズをベースとしたソーシャルゲームで、『レディアント マイソロジー3』との連動要素がある。

## 漫画
『ビバ☆テイルズ オブ マガジン』Vol.1から2013年9月号まで連載。作画担当は前作と同じく尾張行。
1. 2012年1月27日発売[17] ISBN 978-4-04-886195-3
2. 2012年10月27日発売[18] ISBN 978-4-04-891054-5
3. 2013年4月27日発売[19] ISBN 978-4-04-891643-1
4. 2013年9月27日発売[20] ISBN 978-4-04-891973-9

## 書籍
- テイルズ オブ ザ ワールド レディアント マイソロジー3 世界を守護する書（2011年2月10日発売）
- テイルズ オブ ザ ワールド レディアント マイソロジー3 公式コンプリートガイド（2011年3月10日発売）
- テイルズ オブ ザ ワールド レディアント マイソロジー3 ファンズバイブル（2011年5月28日発売）

## CD
- THE BEST: TALES OF THE WORLD RADIANT MYTHOLOGY Plus（2011年3月2日発売）

## 他作品との関連
テイルズ オブ ザ レイズ（2017年2月28日配信）
シリーズキャラクター共演作品。カノンノ、ラザリス、オリジナル・カノンノが登場。